# Voingt
Voingt är en kommun i departementet Puy-de-Dôme i regionen Auvergne-Rhône-Alpes i centrala Frankrike. Kommunen ligger i kantonen Pontaumur som tillhör arrondissementet Riom. År 2022 hade Voingt 57 invånare.

## Befolkningsutveckling
Antalet invånare i kommunen Voingt
| Referens: INSEE |